# Mosca tse-tse
Glossina és un gènere de dípters braquícers de la família dels glossínids, conegudes popularment com a mosques tse-tse. Són mosques hematòfagues en els dos sexes, responsables de transmetre a l'home el Trypanosoma brucei, el qual provoca la malaltia coneguda com a tripanosomiasi africana o malaltia de la son, en humans, i nagana en els animals, de gran importància en temps passats, pel fet que delmava els cavalls i dromedaris dels exploradors i les armades mahometanes i limitava la seva penetració en les regions tropicals i equatorials.
Malgrat que s'han trobat fòssils de Glossina en sediments cenozoics, en l'Eocè, sobretot en el continent nord-americà[1], actualment només està present a l'Àfrica, i la seva distribució segueix a grans trets les zones ecoclimàtiques en bandes paral·leles a l'equador, dels 15° latitud nord fins als 21° latitud sud (entre els deserts del Sàhara i del Kalahari, un territori que compren més de 10 milions de kilòmetres quadrats); les zones muntanyoses de l'est africà modifiquen aquesta repartició.
La primera descripció realitzada sobre aquestes mosques va ser feta l'any 1830 per l'entomòleg alemany Christian Rudolph Wiedemann sobre unes espècies recollides a Sierra Leone; i va ser ell qui va posar el nom del gènere, Glossina, que prové del grec γλώσσα (glossa, llengua). Tanmateix, el nom tse-tse prové de la denominació que li varen donar els africans de l'ètnia Matabele, una branca dels zulus que viuen a Zimbàbue, en referència al soroll que acompanya el seu vol. Aquest nom va ser popularitzat pel viatger i caçador escocès Roualeyn Gordon-Cumming, conegut popularment com el "caçador de lleons”.

## Característiques
Tenen l'aparell picador o probòscide sota el cap, comprenent un llavi inferior o labium, una hipofaringe i un llavi superior o labre. El conjunt està protegit per dos palps maxil·lars que formen una trompa llarga i fina, dirigida cap endavant, com si es tractés d'una baioneta.
Els adults són relativament grossos de 0,5 a 1,5 cm, tenen el cap gros i ulls ben separats amb antenes poc corrents. El tòrax és força gros, en canvi l'abdomen és més ample que llarg i més curt que les ales.

## Història natural
El mode de reproducció és molt particular, perquè les femelles són vivípares i donen naixement a larves en el seu darrer estadi, el tercer, per entrar de seguida en l'estat de pupa. L'aparell reproductor de la femella està compost per dos ovaris que contenen cadascun d'ells dos ovariols, els oviductes dels quals desemboquen en un úter. Es tracta d'una butxaca extensible on l'ou fecundat passarà els seus tres estadis larvaris. La larva es desenvolupa així enterament en l'abdomen de femella, i és alimentada per les secrecions d'una glàndula uterina.
La duració i particularitat del cicle biològic fa que una femella només pugui produir de 6-8 larves en el curs de tota la seva vida, que dura una mitja de tres mesos i mig. Aquesta fecunditat és molt fiable en comparació amb altres insectes, com els mosquits per exemple, doncs la mortalitat d'aquesta mosca en estat de larva es limita al fet que s'enfonsa a terra quan neix, i allà es transforma en pupa, de la qual emergirà un adult entre 20-80 dies més tard en funció de les condicions de temperatura i humitat.
Tant les femelles com els mascles de les mosques tse-tse, ingereixen un àpat (sang) de mitja cada 3-5 dies, i aquest aliment és indispensable a les femelles pel desenvolupament dels ous. En general, aquestes mosques són molt oportunistes a l'hora d'escollir l'hoste del que podran alimentar-se, i tant piquen mamífers com rèptils (cocodrils i grans llangardaixos), como és el cas particular de les espècies del grup palpalis que viuen en els boscos.

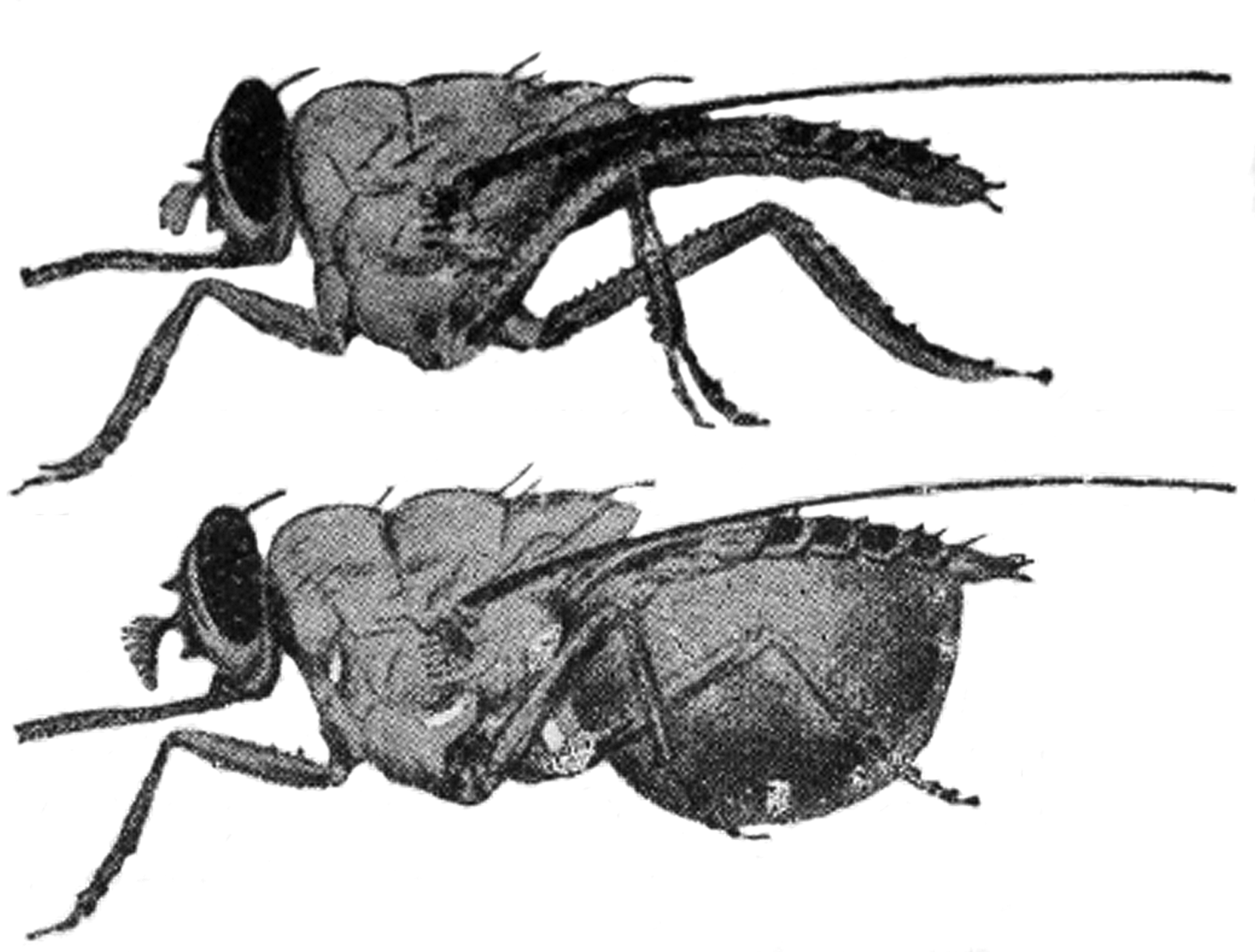
Glossina palpalis en dejú i després d'haver ingerit sang.
Il·lustració recollida en el treball del doctor Gustavo Pittaluga (1910)

Després d'haver absorbit sang en repetides ocasions, l'abdomen de la mosca tse-tse, que en estat de desdejuni és molt prim, s'infla extraordinàriament, mostrant així la considerable quantitat de líquid sanguini xuclat. En aquest moment, la mosca abandona la seva víctima i es retira a un lloc ombrívol, on roman en repòs, doblegant completament les seves ales; una d'elles es recolza en la part superior de l'altra, sobre l'abdomen. En aquest estat es dedica a digerir l'aliment fins que reinicia la recerca d'un nou hoste.
Les mosques tse-tse tenen tres simbionts diferents; el principal és Wigglesworthia, el secundari, Sodalis, i el tercer algun tipus de Wolbachia. L'espècie Glossina palpalis també és vector i hoste de Hepatozoon petti, un esporozou paràsit del cocodril del Nil.

## Taxonomia
Actualment, totes les classificacions situen les mosques tse-tse en un sol gènere (Glossina), l'únic de la família Glossinidae, inclosa dins la superfamília Hippoboscoidea, que conté altres famílies de mosques hematòfagues. El gènere Glossina està dividit generalment en tres grups d'espècies (31 espècies o subespècies en total), basats en característiques que combinen aspectes morfològics i moleculars, així com la distribució i el comportament de cadascuna d'elles.
1. Grup palpalis (subgènere Nemorhina): agrupa nou espècies o subespècies de mida petita, que es troben a les zones humides o boscoses, però també en plantacions de cafè, cacau, mangos o plataners. Elles són els vectors dels tripanosomes patògens per l'home i els animals. Glossina caliginea (Austen, 1911); Glossina fuscipes fuscipes (Newstead, 1911); Glossina fuscipes martinii (Zumpt, 1935); Glossina fuscipes quanzensis (Pires, 1948); Glossina pallicera pallicera (Bigot, 1891); Glossina pallicera newsteadi (Austen, 1929); Glossina palpalis palpalis (Robineau-Desvoidy, 1830); Glossina palpalis gambiensis (Vanderplank, 1911); Glossina tachinoides (Westwood, 1850).
2. Grup morsitans (subgènere Glossina): compren set espècies o subespècies de mida mitjana, que es troben sovint en zones de sabana i selves clares. També són vectors per a l'home i els animals. Glossina langipalpis (Wiedemann, 1830); Glossina pallidipes (Austen, 1923); Glossina morsitans morsitans (Wiedemann, 1850); Glossina morsitans submorsitans (Newstead, 1911); Glossina morsitans oentralis (Machado, 1970); Glossina swynnertoni (Austen, 1923); Glossina austeni (Newstead, 1912).
3. Grup fusca (subgènere Austenina): compren quinze espècies o subespècies de mida gran, que viuen en regions selvàtiques o de mosaic selva-sabana. El seu rol com a vector és essencialment important per a la fauna salvatges. Glossina nigrofusca nigrofusca (Newstead, 1911); Glossina nigrofusca hopkinsi (Van Emden, 1944); Glossina fusca fusca (Walter, 1849); Glossina fusca congolensis (Newstead and Evans, 1921); Glossina fuscipleuris (Austen, 1911); Glossina haningtoni (Newstead and Evans, 1922); Glossina schwetzi (Newstead and Evans, 1921); Glossina tabaniformis (Westwood, 1850); Glossina nashi (Potes, 1955); Glossina vanhoofi (Henrard, 1952); Glossina medicorum (Austen, 1911); Glossina severini (Newstead, 1913); Glossina brevipalpis (Newstead, 1911); Glossina longipennis (Corti, 1895); Glossina frezili (Gouteux, 1987).

## Distribució de les mosques tse-tse i la tripanosomiasi africana
Les malalties transmeses per aquestes mosques, que durant l'any afecten aproximadament unes 500.000 persones i en moren 20.000, tenen distribucions diverses en tot el continent i, per tant, son transmeses per diferents espècies de Glossina, segons es mostra en el següent quadre: 
| Malaltia                           | Espècies afectades                          | Espècies de Trypanosoma | Distribució   | Vectors de Glossina |
| Malaltia de la son (forma crònica) | Humans                                      | T. brucei gambiense     | Oest d'Àfrica | G. palpalis,G. tachinoides, G. fuscipes, G. morsitans                                                                                      |
| Malaltia de la son (forma aguda)   | Humans                                      | T. brucei rhodesiense   | Est dÀfrica   | G. morsitans, G. swynnertoni, G. pallidipes, G. fuscipes                                                                                   |
| Nagana                             | Antílops, bovins, camells, cavalls          | T. brucei brucei        | Àfrica        | G. morsitans, G. swynnertoni, G. pallidipes, G. palpalis, G. tachinoides, G. fuscipes                                                      |
| Nagana                             | Bovins, camells, cavalls                    | T. congolense           | Àfrica        | G. palpalis, G. morsitans, G. austeni, G. swynnertoni,G. Pallidipes, G. longipalpis, G. tachinoides, G. brevipalpis                        |
| Nagana                             | Porcs domèstics, bovins, camells, cavalls   | T. simiae               | Àfrica        | G. palpalis, G. fuscipes, G. morsitans, G. tachinoides, G. longipalpis, G. fusca,. tabaniformis, G. brevipalpis, G. vanhoofi, G. austeni   |
| Nagana                             | Bovins, camells, cavalls                    | T. vivax                | Àfrica        | G. morsitans, G. palpalis, G. tachinoides, G. swynnertoni, G. pallidipes, G. austeni, G. vanhoofi, G. longipalpis                          |
| Nagana                             | Porcs domèstics, porcs selvàtics, facòquers | T. suis                 | Àfrica        | G. palpalis, G. fuscipes, G. morsitans, G. tachinoides, G. Longipalpis, G. fusca, G. tabaniformis, G. brevipalpis, G. vanhoofi, G. austeni |

A mitjan segle xix, Gordon-Cumming va escriure que, un cop creuat el riu Limpopo i trobada la font anomenada Seboono, “em vaig trobar amb les famoses mosques anomenades “tse-tse”, la picada de les quals és certament mortal pels bous i pels cavalls. Aquests "caçadors insistents" són molt ràpids i actius, i assalten als cavalls com si fossin eixams d'abelles, posant-se sobre ells a centenars i xuclant la seva sang. L'animal així mossegat mor en un període que oscil·la entre una setmana i tres mesos, depenent del grau en què hagi estat mossegat".

La mosca tse-tse que apareix a la portada del llibre del Dr. Livingstone, dibuixada a petició seva per l'entomòleg John Edward Gray, del Museu Britànic

Un dels primers informes sobre els efectes nocius de les picades de mosca tse-tse va ser elaborat pel doctor David Livingstone, un cop deixà Ciutat del Cap el juny de 1852 i arribà a Linyanti, a l'actual parc nacional de Chone (Botswana), el 23 de maig de 1853. El seu objectiu era trobar una terra saludable per fundar una nova missió, però no ho va aconseguir, doncs en el seu viatge cap al riu Zambeze no va trobar cap lloc que estigués lliure de la mosca tse-tse. Seguidament, decidit a trobar un camí que el portés a la costa oest, Livingstone va viatjar per terra capa a Luanda, a Angola. Durant aquest trajecte, el missioner escocès va realitzar unes descripcions extraordinàriament interessants sobre aquesta mosca, “insectes verinosos pel bou, el cavall i el gos”, essent testimoni de la mort, en un estat “extremadament exhaust”, de quaranta-tres bous per aquesta causa. Malgrat que ells i els seus companys havien estat fortament exposats a l'acció d'aquestes mosques durant els dos mesos que varen viure en el seu hàbitat, mai varen experimentar la seva picada, per la qual cosa és de suposar que la suficient quantitat d'hostes animals fes innecessari a les mosques dirigir-se a l'home; o que simplement, aquest no fos el seu hoste preferit.
Livingstone va suggerir que els símptomes dels animals malalts "sembla indicar que probablement tinguin un verí a la sang, el germen del qual entra quan la trompa de la mosca s'insereix per extreure la sang. El germen del verí, que deu estar contingut en la punta de la probòscide, sembla capaç, malgrat ser molt escàs en quantitat, de reproduir-se en la sang que xupa la tse-tse, encara que aquesta sigui molt petita com es pot comprovar en les disseccions”. La teoria de Livingstone sobre un “germen verinós” va ser molt notable, perquè la relació entre el transmissor i la malaltia no es va realitzar fins quaranta anys més tard.

## Control
En el control de les tse-tse s'han usat dues estratègies: una tàctica mèdica i veterinària de profilaxi per reduir el nombre d'organismes transmissors de la malaltia, i l'estratègia entomològica que intenta interrompre el cicle de transmissió tot reduint el nombre de mosques.
Els sistemes per controlar les poblacions d'aquestes mosques s'han basat en els pesticides, utilitzats des de principis del segle xx, sobretot a base de metalls inorgànics. Un cop acabada la Sagona Guerra Mundial es varen portar a terme massives campanyes aèries i terrestres, fumigant amb pesticides organocolorats com el DDT. Posteriorment, les tècniques més desenvolupades i específiques han aconseguit pesticides orgànics que s'apliquen directament sobre l'esquena del ramat.
Les poblacions de mosca tse-tse poden ser monitoritzades i controlades de forma efectiva amb trampes simples, de baix cost. Sovint s'utilitza un drap de color blau elèctric, perquè aquesta tonalitat les atrau. Al principi s'utilitzaven trampes que imitaven la forma del ramat, però avui en dia sembla innecessari, i s'utilitzen simples teles, a vegades en forma bicònica. Aquestes trampes maten les mosques en dirigir-les cap a una càmera de recol·lecció o exposant-les a l'insecticida amb què s'ha ruixat el teixit.
Per altra banda, també s'ha utilitzat una altra tècnica, aplicada igualment a l'hora de reduir la població de la mosca Cochliomyia hominivorax, i que és coneguda com a “tècnica dels insectes estèrils” (en anglès, Sterile Insect Technique, SIT). Aquesta tècnica va ser posada en pràctica amb èxit a l'illa d'Unguja (Zanzíbar, Tanzània), de 1.600 km² d'extensió, quan a partir de 1994 es va concebre un pla per erradicar la mosca tse-tse d'aquelles latituds, Glossina austeni. En aquest gran treball hi va participar la FAO (Organització de les Nacions Unides per a l'Agricultura i l'Alimentació), l'OIEA (Organisme Internacional d'Energia Atòmica), el PNUD (Programa de les Nacions Unides per al Desenvolupament) i el propi govern de Tanzània.
En primer lloc es varen utilitzar mètodes convencionals, plaguicides que varen reduir la població d'aquesta mosca al voltant del 90%, i després erradicar-la amb la tècnica de l'esterilització, exposant les mosques a bombardeigs curts de raigs gamma provinents d'una font de cobalt-60[2].
La producció de grans quantitats de mosques estèrils es feia habitualment en el departament d'Agricultura i Biotecnologia de la FAO/OIEA a Seibersdorf (Àustria); però en aquesta ocasió, el centre de producció es va traslladar a Tanga, Tanzània, a l'Institut d'Investigacions de la Tse-tse i Tripanosomiasis. Gràcies a una colònia de quasi un milió de mosques femelles, va ser possible produir al voltant de 70.000 mascles estèrils a la setmana; i finalment, durant la campanya, es varen alliberar uns 8.000.000 de mosques estèrils.
A finals de 1997, un grup d'experts va confirmar que des de setembre de 1996 no s'havia capturar cap exemplar silvestre en les zones de Zanzíbar, tant infestades abans; i que els casos de nagana entre el ramat havien decrescut fins a un nivell imperceptible del 0,1%. A partir d'aquell moment, simplement es varen prendre mesures per tal que la mosca no fos introduïda en els embarcaments que arribaven de continent, allunyat 25 kilòmetres, una distància massa llarga perquè la pugui salvar la mosca tse-tse pels seus propis medis, ni encara comptant amb vents favorables.